# Valdemaras Sarapinas
Valdemaras Sarapinas (ur. 29 czerwca 1962 w Ejragole) – litewski urzędnik państwowy dyplomata, były wiceminister obrony, były ambasador w Finlandii i na Ukrainie, od 2024 ambasador Litwy w Polsce.

## Życiorys
1985 ukończył studia w Wileńskim Uniwersytecie Technicznym im. Giedymina. 
Podjął pracę w wileńskim urzędzie miejskim m.in. jako zastępca dyrektora departamentu oświaty i kultury (1989–1992), później pracował na giełdzie litewskiej (1992–1993), a także jako reprezentant Adidasa na Litwie (1993–1994). 
W latach 1994–1996 sprawował funkcję wiceministra obrony Litwy. Później był m.in. attache ds. obrony w ambasadzie w USA (1996–1999) oraz Kanadzie (1997–1999). W 1999 powrócił do kraju, podjął pracę jako zastępca dyrektora departamentu ochrony ludności cywilnej w Ministerstwie Obrony. Od 2000 do 2006 ponownie pełnił funkcję wiceministra obrony. 
Od 2009 pracuje w Ministerstwie Spraw Zagranicznych. Był m.in. konsulem generalnym w Nowym Jorku (2010–2014), ambasadorem w Finlandii (2016–2020) oraz na Ukrainie (2020–2024). Doradzał także prezydent Litwy Dalii Grybauskaitė w dziedzinie bezpieczeństwa narodowego i obrony.
W 2024 został ambasadorem Litwy w Polsce.
Żonaty, ma dwójkę dzieci. 